# موریتس استیلر
موریتس استیلر (سوئدی: Mauritz Stiller؛ ۱۷ ژوئیهٔ ۱۸۸۳ – ۱۸ نوامبر ۱۹۲۸) یک کارگردان، هنرپیشه، و فیلم‌نامه‌نویس اهل فنلاند-سوئد بود.او بیشتر به خاطر کشف گرتا گاربو و آوردن او به سینمای آمریکاشناخته شده است.

## سبک
او از اولین افرادی بود که در نقش خودش ظاهر می‌شد و به همین دلیل فیلم‌هایش دارای بُعد متافیلمیک بود. موضوع مدرنیته در بسیاری از این فیلم‌ها دیده می‌شود و همراه با شوخی‌های تصویری، نشان‌دهنده‌ی "لمس استیلر" است که بعدها به‌عنوان منبع الهام برای کمدی‌های ارنست لوبیچ شهرت یافت.